# Sprutgurka
Sprutgurka (Ecballium elaterium) är en monotypisk art i sprutgurkesläktet Ecballium, det vill säga den enda arten i släktet. Släktet ingår i familjen gurkväxter. Den är en ettårig krypande ört. Växten växer naturligt i medelhavsområdet. Karaktäristiskt för växten är att frukten flyger iväg och sprutar ut frön och fruktsaft när den är mogen. Blommorna är gulvita. Växten används ibland som medicinalväxt.

## Spridningsmekanism
Sprutgurkans elliptiska frukt har ett fruktkött (endokarp) vars celler innehåller glykosiden elaterinidin i så stor mängd att ett mycket högt osmotiskt tryck uppstår (ungefär 27 atm), varvid en stor spänning uppstår i den elastiska fruktväggen. Vid fruktens fäste utbildas ett abskissionslager och när trycket i frukten blir för högt brister detta så att frukten lossnar. Fruktköttet med frön sprutar då med stor kraft ut genom det uppkomna hålet. Fröna kan skjutas i väg tre till sex meter från plantan.